# Porta Venezia (Milano)
Porta Venezia (già Porta Orientale fino al 1860,  Porta Riconoscenza in epoca napoleonica, in milanese anche Porta Renza) è una delle sei porte principali di Milano, ricavata lungo i bastioni spagnoli, oggi demoliti. Posta a nord-est della città, si apriva lungo la strada per Gorgonzola. Caratterizzata oggi dalla presenza dei caselli neoclassici di ordine dorico dell'architetto Rodolfo Vantini (1827-1828), sorge al centro di piazza Oberdan, allo sbocco di corso Venezia.
In passato Porta Orientale identificava inoltre uno dei sei sestieri storici in cui era divisa la città, il Sestiere di Porta Orientale. La porta era conosciuta anche come Porta Renza, storpiatura come nel caso di Porta Orientale della primitiva Porta Argentea di età romana. L'antica denominazione orientale di Porta Venezia non si riferisce – come è dato comunemente credere – al fatto che sorga ad est della città (sorge infatti a nord est del centro di Milano e la più orientale della città sarebbe Porta Tosa); essa deriverebbe invece dall'antico toponimo latino della porta, che si apriva verso Argentiacum, l'attuale Crescenzago.

## Storia

### La porta spagnola (XVI secolo)
La Porta Venezia attuale che si apre nei Bastioni di Milano sorse sullo stesso asse viario (oggi corso Venezia) su cui erano sorte in precedenza le omonime porte di epoca romana (sul tracciato delle mura romane) e di epoca medievale (sul tracciato delle mura medievali).
Secondo le cronache seicentesche, un certo Pietro Antonio Lovato, dopo aver abbandonato l'esercito dei Lanzichenecchi, entrò a Milano per questa porta con vestiti ed averi infetti dalla peste: da questi si sarebbe diffusa nella città ambrosiana la terribile epidemia del 1630 . Da questa porta inoltre Renzo Tramaglino compie il suo ingresso a Milano e la sua fuga verso Bergamo neI promessi sposi del Manzoni.

### Progetto del Piermarini (1782)

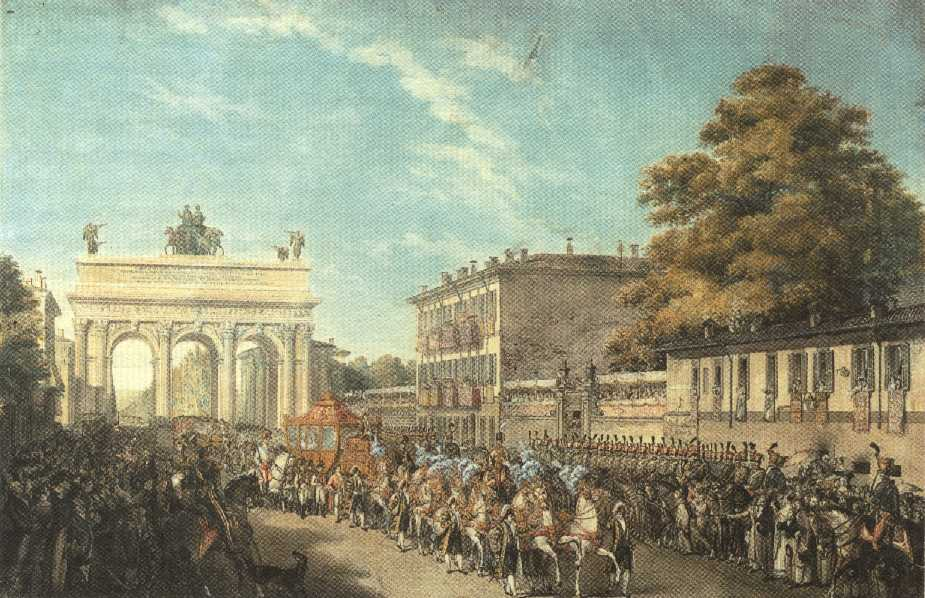
L'arco provvisorio in cartongesso realizzato nel 1825 in occasione dell'entrata a Milano dell'Imperatore d'Austria Francesco I e di sua moglie l'Imperatrice Carolina Augusta, avvenuto il 10 maggio 1825.

Porta Orientale, per la privilegiata posizione che rivestiva essendo rivolta verso Vienna e l'Austria, fu la prima fra le porte cittadine per la quale verso la fine del XVIII secolo si pensò ed operò un rifacimento in chiave monumentale. L'architetto designato fu Giuseppe Piermarini, protagonista fino alla sua morte (avvenuta nel 1808) del rinnovamento urbanistico e architettonico della città. Al tempo la porta, così come il vicino tratto di Bastioni, aveva perso ogni funzione difensiva, e veniva impiegata unicamente per la riscossione del dazio. Il Piermarini, che già era impegnato nella realizzazione dei vicini Giardini Pubblici e nella sistemazione a passeggiata dei vicini Bastioni, cominciò i lavori per il nuovo complesso in stile neoclassico nel 1787, ma fu presto interrotto per via di aspre critiche al progetto. Sempre del 1787 si ricorda un progetto alternativo di caselli daziari, proposto dal Cagnola in opposizione a quello del Piermarini, che non venne comunque tenuto in considerazione.

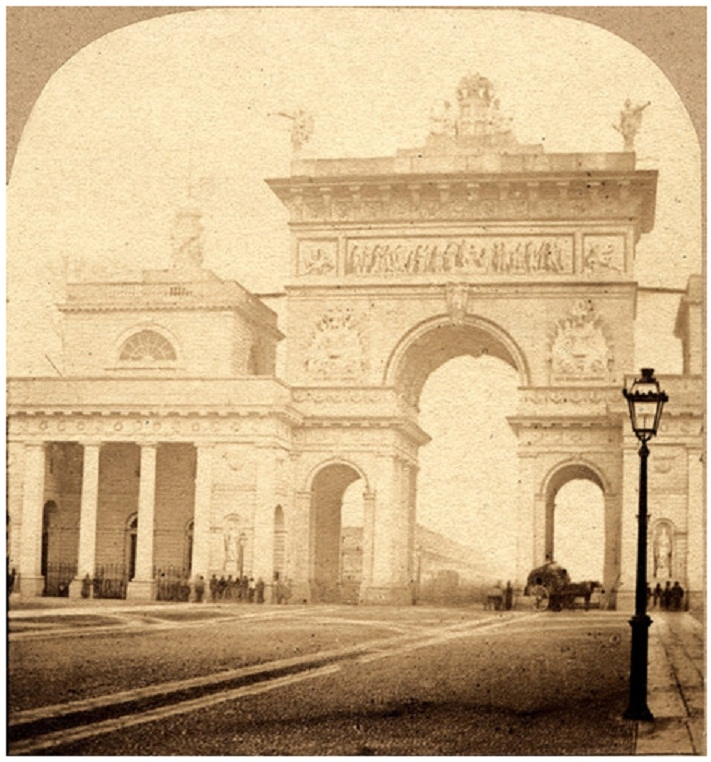
L'effimero arco di trionfo realizzato nel 1857.

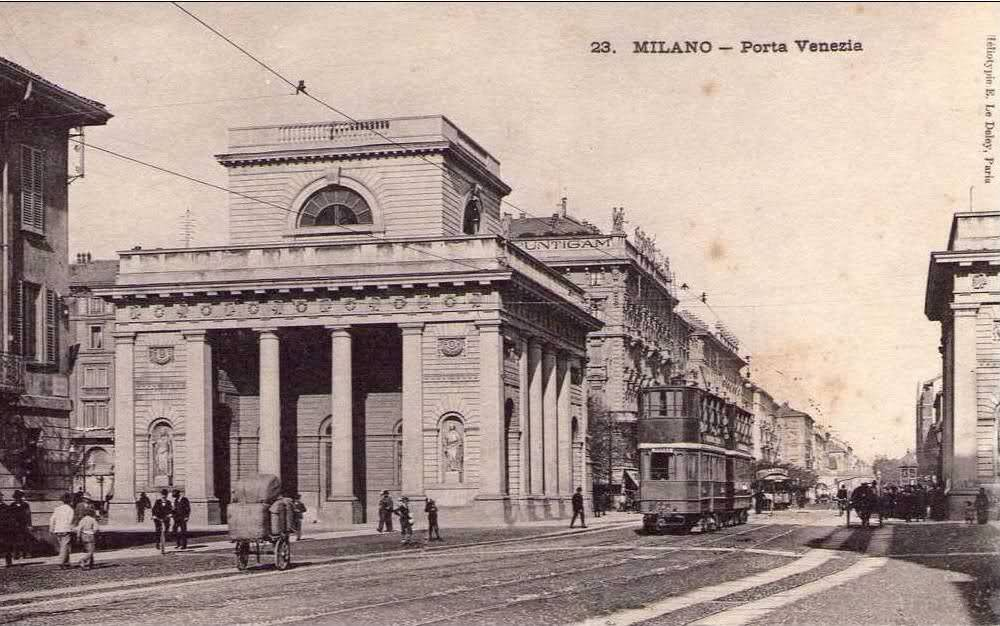
Porta Venezia all'inizio del XX secolo

Con la venuta in Italia di Napoleone, mutò definitivamente la concezione della porta cittadina, non più struttura difensiva o semplice sede del dazio, ma vero e proprio monumento capace di impreziosire e aumentare il prestigio della città. Il rifacimento in chiave monumentale delle porte cittadine subì pertanto un incentivo sotto il governo del Melzi d'Eril, che prevedeva inoltre la risistemazione in chiave paesaggistica dei Bastioni. Con queste premesse venne ripreso in considerazione il problema dell'incompiuta Porta Orientale, ribattezzata nel frattempo Porta Riconoscenza. Nel 1806 in occasione dell'ingresso a Milano del viceré Eugenio di Beauharnais, giunto in città per le nozze con Augusta di Baviera, venne incaricato il Cagnola della realizzazione di un arco trionfale provvisorio: l'arco, monoforo, si ispirava a quello di Tito a Roma, era coronato da una quadriga con gli sposi raffigurati tra statue di Vittorie alate ed era preceduto da una scala affiancata da obelischi. Tale realizzazione avrebbe dovuto poi tradursi in marmo, nella sua versione permanente, come deliberato il 19 febbraio 1806 dal Consiglio Comunale; tuttavia il progetto non trovò mai attuazione.
Niente ancora era stato ancora fatto nel 1825, quando si dovette allestire un nuovo arco monumentale provvisorio in cartongesso, su progetto sempre del Cagnola, per celebrare l'ingresso a Milano dell'Imperatore d'Austria Francesco I e di sua moglie l'Imperatrice Carolina Augusta, avvenuto il 10 maggio 1825. Il Cagnola preparò per l'occasione due progetti: l'uno caratterizzato da un portico tetrastilo architravato, ornato da una quadriga ed altre statue, l'altro – quello che venne poi scelto – caratterizzato da un arco a tre fornici, di cui si conserva un modello in bronzo in scala 1:28 alla Pinacoteca Ambrosiana. Anche in questo caso tuttavia non si riuscì a tradurre in permanente l'arco provvisorio, malgrado le insistenze – ancora nel 1818 – da parte del Cagnola di smontare quanto edificato a Porta Sempione, per trasferirlo a Porta Orientale.

### Rifacimento del Vantini (1827-1828)
L'attuale complesso daziario che costituisce Porta Venezia venne realizzato fra il 1827 ed il 1828 su progetto dell'architetto bresciano Rodolfo Vantini che si aggiudicò il concorso bandito nel 1826 cui parteciparono 32 concorrenti. Sia il progetto del Vantini che la Commissione selezionatrice ricevettero però ampie critiche: Porta Nuova (1813) dello Zanoia aveva infatti ricevuto le forme classiche dell'Arco di Tito; più grandioso ancora era l'arco di Porta Ticinese eretto dal Cagnola; massiccia e dorica era la struttura dell'arco di Porta Comasina (1826) (poi Porta Garibaldi);  la nuova Porta Venezia non era invece neppure una porta e il pubblico si era aspettato che in qualche modo ricalcasse le forme classiche e monumentali dell'arco provvisorio che era stato eretto nel 1825. In più i due caselli daziari posti in mezzo al corso erano talmente bassi che dovettero essere rialzati nel 1829 con un piano a forma di dado e ricevettero il titolo di barriera e non di porta. Tuttavia la monumentalità della nuova barriera era assicurata dall'imponente apparato di statue, bassorilievi e nicchie, impianto che ricevette elogi universali.
L'impianto scultoreo venne aggiunto solo nel 1833: una larga trabeazione corona i due corpi cubici dorici principali; nelle metope si alternano bassorilievi con elmi e corone d'alloro. Sulla parte alta degli interpilastri trovano collocazione otto bassorilievi narranti episodi della storia di Milano: La fondazione di Milano (Luigi Marchesi); La difesa degli Insubri contro l'invasione romana (Stefano Girola); Ritorno dei milanesi in città per opera della Lega Lombarda (Francesco Somaini); Ingresso nella città di Massimiano Erculeo (Abbondio Sangiorgio); Giovanni Galeazzo assume il titolo di Duca (Somaini); Francesco Sforza che mette le fondamenta dell'Ospedale Maggiore (Sangiorgio); Ingresso di Francesco I in Milano nel 1815 (Girola) e L'arciduca Ferdinando a Brera (L. Marchesi).
Nelle nicchie poste al primo piano, sulle due facce rivolte verso il centro città e verso la periferia sono presenti otto statue più grandi del vero; verso il centro L'eternità (Gaetano Monti), La concordia (Pompeo Marchesi), La Giustizia ( Marchesi) e La Fedeltà (Monti); verso la periferia Cerere (Demetrio Gandolfi), Minerva (Benedetto Cacciatori), Mercurio (Cacciatori) e Vulcano (Gandolfi).
Nel 1857 in occasione della visita a Milano dell'Imperatore d'Austria Francesco Giuseppe I e della consorte Elisabetta, venne eretto un arco di trionfo temporaneo, in legno, fra i due caselli. Al tempo era usanza di erigere questo genere di architetture temporanee in occasioni particolarmente solenni: in occasione della stessa visita, sul percorso del corteo imperiale, venne eretta una cappella in stile neoromanico al Rondò di Loreto e un palco d'onore con baldacchino in piazza Duomo, sul lato del Coperto dei Figini.
Nel 1860 venne ribattezzata Porta Venezia, in nome della città rimasta austriaca dopo l'"incompiuta" seconda guerra d'indipendenza (1859) e nel 1882 la grande piazza, su cui sboccano ben otto strade, venne intitolata a Guglielmo Oberdan, l'irredentista giuliano impiccato dagli austriaci.

### Ciclo di raffigurazioni del XIX secolo

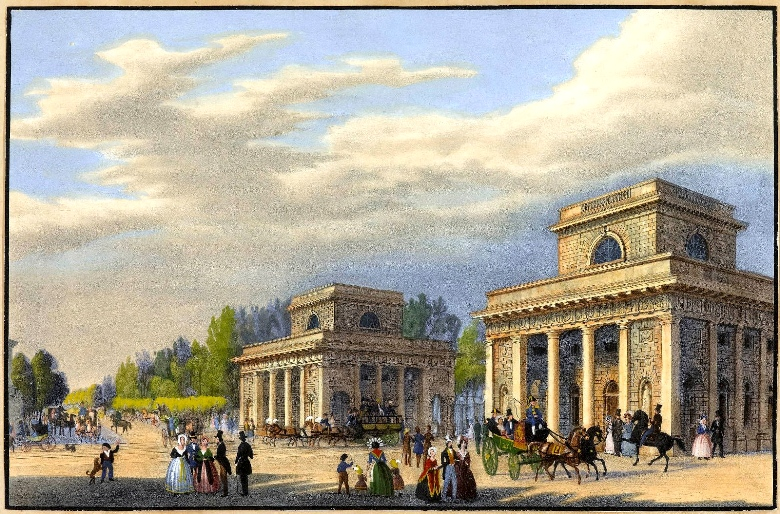
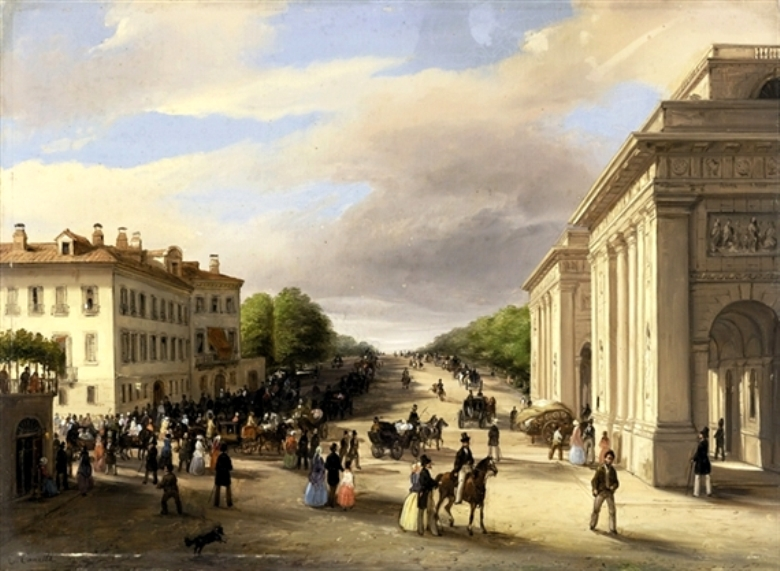
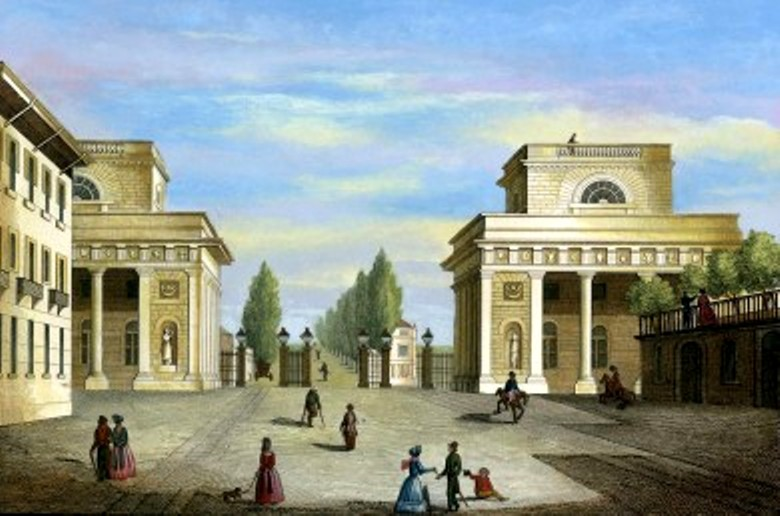

## Trasporti
Porta Venezia è dotata:
- di una omonima stazione ferroviaria del passante ferroviario;
- di una omonima fermata della linea 1 (rossa) della metropolitana.